# Severo-Enisejskij rajon
Il Severo-Enisejskij rajon è un rajon (distretto) del kraj di Krasnojarsk, nella Russia siberiana centrale; il capoluogo è l'insediamento urbano di Severo-Enisejskij.